# Henric Denisson Fernbom
Henric Denisson Fernbom, född 1725, död 1785, var en svensk skriftställare och översättare.